# Giorgio Luciano Verda
Giorgio Luciano Verda (Porto Maurizio, 24 gennaio 1923 – Imperia, 11 aprile 2002) è stato un politico italiano, presidente della Regione Liguria dal 15 aprile al 28 luglio 1975 e sindaco di Imperia dal 1961 al 1970.

## Biografia
Da ragazzo partecipa al Movimento dei laureati cattolici, a partire dal 1945 è iscritto alla Democrazia Cristiana ligure. Si laurea presso la Università commerciale Luigi Bocconi di Milano. Già consigliere comunale di Imperia dal 1956, dal 22 dicembre 1961 al 7 giugno 1970 ricopre la carica di sindaco, con una giunta DC.
Nel 1970 lascia la carica di sindaco della città ligure, per entrare nel consiglio regionale ligure, in cui rimarrà fino al 1990, dalla I alla IV legislatura, nel gruppo DC. Nella prima legislatura è Assessore a Finanze e Demanio, Provveditorato e Patrimonio. Nella seconda legislatura ricopre per un breve periodo l'incarico di Presidente della Liguria, dal 15 aprile 1975 al 28 luglio dello stesso anno. Nella terza legislatura è nuovamente assessore, con deleghe a Bilancio, Finanze, Affari Generali e personale. Nella sua quarta ed ultima legislatura è presidente del Consiglio regionale.